# Julia Büchler

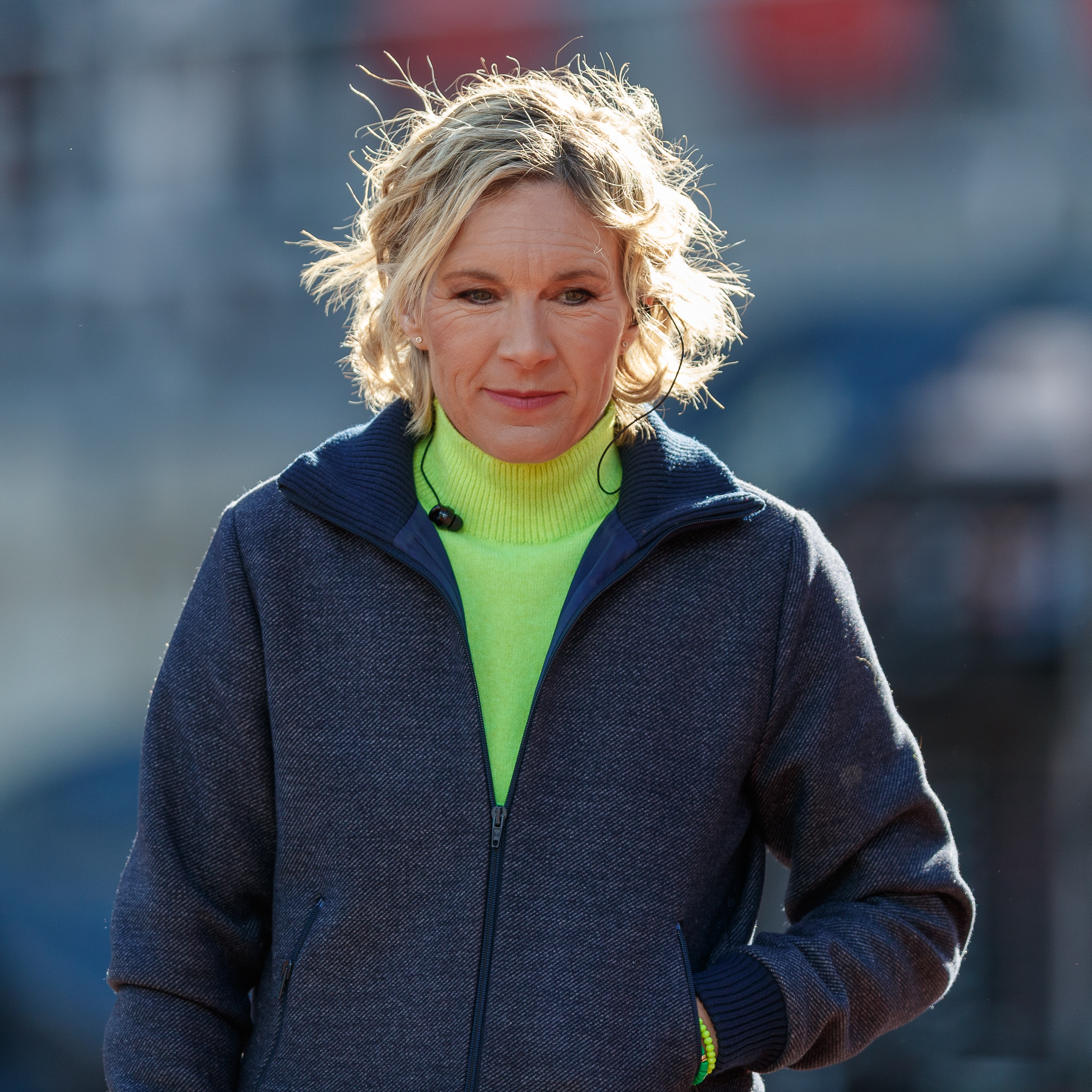
Julia Büchler (2023)

Julia Büchler (* 11. Februar 1973 in Erlangen) ist eine deutsche Fernsehmoderatorin, Radioreporterin und Journalistin.

## Leben
Aufgewachsen ist Büchler in Erlangen. Nach dem Abitur volontierte sie bei Franken Funk- und Fernsehen. Im Anschluss studierte sie Sportökonomie an der Universität Bayreuth und ging für ein Jahr in die USA nach San Francisco. Während ihres Studiums arbeitete Büchler als Nachrichtenredakteurin bei Radio Energy.

### Beruf
2000 begann sie ihre Tätigkeit in der aktuellen Redaktion des Bayerischen Rundfunks als Autorin für Fernsehen und Radio. Zudem präsentierte sie die Nachrichten auf Bayern 1. Seit 2006 ist sie als ARD-Hörfunk-Storymacherin bei der deutschen Fußballnationalmannschaft im Einsatz. Sie ist regelmäßig bei Großereignissen (Weltmeisterschaft, Europameisterschaft) und auch in der Fußball-Bundesliga als Interviewerin tätig.
Seit Oktober 2016 ist Büchler Teil des Teams der Sportmoderatoren in den ARD-Tagesthemen.
Im BR Fernsehen moderiert Büchler in der Rundschau (2022 umbenannt in BR24) den Sport-Block und das Magazin Blickpunkt Sport Bayern. Seit 2013 ist sie Moderatorin der Frankenschau aktuell. 2016 und 2018 hat sie die Eröffnung des Nürnberger Christkindlesmarktes für die Abendschau im BR Fernsehen mit Roman Roell moderiert. Bei Fastnacht in Franken moderiert sie live vom roten Teppich.
Seit Dezember 2017 ist sie im Winter auch als Moderatorin für Langlauf in der ARD-Sportschau zu sehen. Bei der Freestyle- und Snowboard-WM 2019 in Park City in den USA war sie für die Sportschau als Moderatorin vor Ort.
Mittlerweile ist Julia Büchler auch im Nachrichten und Politikbereich journalistisch tätig. Sie hat 2023 vor der bayerischen Landtagswahl das Wahlduell zwischen Ministerpräsident Markus Söder und Grünen-Politiker Ludwig Hartmann zusammen mit BR Chefredakteur Christian Nitsche moderiert.
Die Nachrichtensendung BR24 um 18:30 Uhr im Bayerischen Fernsehen hat sie 2024 mehrmals präsentiert.

### Privat
Julia Büchler ist mit dem Moderator und Sportkommentator Philipp Eger verheiratet und hat vier Kinder.